# Безымянка (Смоленская область)
Безымянка — деревня в Новодугинском районе Смоленской области России. Входит в состав Днепровского сельского поселения. Население — 3 жителя (2007 год).
Расположена в северо-восточной части области в 33 км к северо-западу от Новодугина, в 28 км западнее автодороги Р134 «Старая Смоленская дорога» Смоленск — Дорогобуж — Вязьма — Зубцов, на берегу реки Днепр. В 29 км северо-восточнее деревни расположена железнодорожная станция Сычёвка на линии Вязьма — Ржев.

## История
В годы Великой Отечественной войны деревня была оккупирована гитлеровскими войсками в октябре 1941 года, освобождена в марте 1943 года.